# Giovanna de Moura
Juana de Moura Corte Real y Moncada (metà XVII secolo – Venezia, 28 luglio 1717) è stata una nobildonna spagnola origine portoghese, però stabilitasi in Italia per via dei suoi due matrimoni. Fu principessa consorte di San Gregorio, e, suo jure, duchessa di Nocera e marchesa di Castel Rodrigo.

## Biografia
Figlia di Francisco de Moura Corterreal, marchese di Castel Rodrigo e poi duca di Nocera, e di Marianna d'Aragona Moncada, Juana si maritò nel 1668 con Giberto Pio di Savoia (menzionato nelle fonti spagnole come "Gisberto Pío de Saboya" – o anche con l'errato primo nome di "Gregorio"), secondo principe di San Gregorio, dal quale ebbe quattro figli, nati tra il 1670 e il 1674.
Rimasta vedova nel 1676, ella rimase inizialmente a Roma dove vivevano i due cognati prelati: monsignor Enea Pio, il più giovane dei fratelli del marito, e soprattutto il cardinale Carlo Pio, fratellastro maggiore di Giberto, guida da decenni della famiglia, e custode dei diritti di primogenitura e del principato di San Gregorio (da lui stesso acquistato vent'anni prima), per conto del figlio maschio maggiore della donna, Francesco.
Nel 1683 si trasferì peraltro a Vienna, insieme ai figli, per sposare, il 9 luglio, il patrizio veneziano Domenico Contarini, "nepote" del doge omonimo (morto pochi anni prima), già ambasciatore veneto presso il papa, e ora inviato invece presso l'imperatore. La presenza dei figli dovette però probabilmente rappresentare un problema, perché Juana, madre tutt'altro che dolce e affettuosa, decise ben presto di rinviare i due maschi a Roma dallo zio cardinale e, quello che è peggio, combinò, nel 1685, un duplice contemporaneo matrimonio forzoso per le due figlie di quattordici e quindici anni, con due suoi parenti siciliani della famiglia Moncada, con conseguente trasferimento delle ragazze in Sicilia. In occasione del matrimonio venne anche pubblicata un'ode epitalamica del letterato Girolamo Branchi, con annesse «Annotazione historiche della famiglia Moncada». La piccola «Beatrice si spense un anno dopo le nozze, prima di morire strappò la promessa alla madre di far sciogliere il suo matrimonio e quello della sorella. Nel 1688 il patriarca di Venezia sentenziò la nullità dell'unico vincolo ancora sussistente, quello tra Margherita e il duca Ferdinando» in quanto contratto «per vim et metum» (cioè per forza di timore, con violenza morale). Nel corso del processo Juana consentì evidentemente a essere dipinta come madre tirannica, oppressiva e finanche manesca, e a farsi addossare la responsabilità per la costrizione esercitata sulla figlia.
Rimasta di nuovo vedova il 31 dicembre 1696, senza aver avuto altri figli, Juana fece di Venezia il centro di interessi e la residenza per sé e per la figlia.
Alla fine del 1706, dopo la morte della sorella Eleonora, ella ereditò tutti titoli della famiglia di provenienza, che, essendo di diritto spagnolo, potevano anche passare alla donne, e divenne quindi, tra l'altro, sesta marchesa di Castelo Rodrigo, quinta contessa di Lumiares, e terza (in relazione alla famiglia dei Moura, nona nel computo generale) duchessa di Nocera, titolo afferente al regno di Napoli.
Pochi mesi dopo, nel 1707, quando, nel corso della guerra di successione spagnola, gli Austriaci occuparono Napoli, Giovanna non volle rendere il dovuto omaggio feudale al nuovo sovrano, Carlo III d'Asburgo (prossimo a diventare nuovo imperatore con il nome di Carlo VI). Per questo motivo fu spogliata di tutti i suoi feudi, anche se il provvedimento poté produrre effetti pratici solamente sul ducato di Nocera, l'unico che ricadesse nel territorio controllato dagli Austriaci. Nel 1709, dei titoli sottratti a Giovanna e al suo primogenito Francesco, ed in particolare dello stesso ducato di Nocera, fu investito il maschio secondogenito Luigi, il quale si era, molto opportunamente, schierato subito dalla parte degli Asburgo, e che mantenne il ducato fino al 1735, quando la conquista di Napoli da parte dei Borbone consentì la restaurazione dei diritti di maggiorasco di Giberto (o, sarebbe meglio dire ormai, Gisberto) II, figlio del defunto Francesco ed ormai divenuto pienamente spagnolo.
Juana morì a Venezia il 28 luglio 1717, godendo dell'affetto di tutti e tre i figli che le sopravvivevano. Luigi, dopo qualche tentennamento interiore –perché la cosa rischiava di metterlo in cattiva luce– si risolse «a chiedere permissione all'imperatore di mettere lo scoruccio» (cioè di portare il lutto), come era obbligatorio fare essendo sua madre considerata un'«angioina».

## Discendenza
Si sposò una prima volta, nel 1668, con Giberto Pio di Savoia, secondo principe di San Gregorio (morto nel 1676 nel corso dell'assedio di Philippsburg, condotto nell'ambito della Guerra d'Olanda); poi, il 7 luglio 1683, con Domenico Contarini, patrizio di Venezia . Da Giberto ebbe quattro figli:
- Margherita (1670-1725), sposata a forza in prime nozze, nel 1685, con un parente siciliano, probabilmente il cugino della madre, Ferdinando Moncada Gaetani, di quasi venticinque anni più anziano di lei (matrimonio annullato nel 1688); coniugata quindi, nel 1692, con Pietro Zeno procuratore di San Marco, ma separata dopo soli sei mesi di convivenza,[5] una volta scoperto che il marito era menomato da una grave malattia venerea.[10]
- Beatrice (1671-1686), sposata quattordicenne a forza con il lontano cugino Luigi Guglielmo Moncada, principe di San Giovanni, si spense un anno dopo le nozze.
- Francesco (1672-1723), terzo principe di San Gregorio, grande di Spagna.
- Luigi (1674-1755), quarto duca di Nocera, ambasciatore asburgico a Venezia.

## Toponomastica
Juana de Moura ricevette in eredità dalla propria famiglia di provenienza ingenti proprietà situate nella località di Madrid che venne poi chiamata, in omaggio al figlio Francesco Pio, Montaña del Príncipe Pío. Ai piedi del rilievo, che si estende tra le odierne Plaza de España, Calle de la Princesa, Calle del Marqués de Urquijo, Calle de Ferraz, venne edificata, sul finire del XIX secolo, la Estación del Norte. La stazione venne chiusa nel 1993. Sul sito sorge attualmente l'interscambio Príncipe Pío. La parte alta della Montaña del Príncipe Pío ospitava invece il Cuartel de la Montaña, caserma costruita tra il 1860 ed il 1863, pesantemente danneggiata durante la guerra civile spagnola. Nel 1972 l'area è stata adibita a verde pubblico, con il nome di parque del Cuartel de la Montaña. Nella parte centrale del parco si erge il tempio di Debod, donato dall'Egitto alla Spagna nel 1968.